# Eleocharis caduca
Eleocharis caduca är en halvgräsart som först beskrevs av Alire Raffeneau Delile, och fick sitt nu gällande namn av Schult.. Eleocharis caduca ingår i släktet småsäv, och familjen halvgräs. Inga underarter finns listade i Catalogue of Life.